# Руэмское сельское поселение
Руэмское сельское поселение — муниципальное образование (сельское поселение) в составе Медведевского района Марий Эл Российской Федерации.
Административный центр поселения — посёлок Руэм.

## История
Статус и границы сельского поселения установлены Законом Республики Марий Эл от 18 июня 2004 года № 15-З «О статусе, границах и составе муниципальных районов, городских округов в Республике Марий Эл».

## Численность населения поселения
| 2010  | 2011  | 2012  | 2013  | 2014  | 2015  | 2016  |
| ----- | ----- | ----- | ----- | ----- | ----- | ----- |
| 4265  | ↗4268 | ↘4248 | ↘4213 | ↘4149 | ↘4116 | ↘4099 |
| 2017  | 2018  | 2019  | 2020  | 2021  | 2023  |       |
| ↘4092 | ↘4059 | ↗4108 | ↗4356 | ↗5756 | ↘5731 |       |

## Состав сельского поселения
В состав сельского поселения входят 2 посёлка и 11 деревень:
| №  | Населённый пункт | Тип населённого пункта          | Население |
| -- | ---------------- | ------------------------------- | --------- |
| 1  | Красовка         | деревня                         | →9        |
| 2  | Крутой Овраг     | деревня                         | ↗319      |
| 3  | Лавровка         | деревня                         | →23       |
| 4  | Малиновка        | деревня                         | →14       |
| 5  | Малиновский      | посёлок                         | →26       |
| 6  | Митюково         | деревня                         | ↗202      |
| 7  | Нолька           | деревня                         | ↗134      |
| 8  | Ноля-Вершина     | деревня                         | ↗135      |
| 9  | Ореховка         | деревня                         | →62       |
| 10 | Покровка         | деревня                         | ↗22       |
| 11 | Руэм             | посёлок, административный центр | ↗4922     |
| 12 | Рябинка          | деревня                         | ↗105      |
| 13 | Яныково          | деревня                         | ↘101      |